# Società Ginnastica Comunale Sampierdarenese
Maillots
La Società Ginnastica Comunale Sampierdarenese est un club omnisports italien fondé en 1899 et basé à Gênes. En 1946 sa section football fusionne avec le SG Andrea Doria et donne naissance à l'UC Sampdoria.
La meilleure performance du club en Championnat d'Italie de football est une deuxième place lors du Championnat d'Italie de football de la FIGC 1921-1922. Le seul titre du club est un Championnat d'Italie de deuxième division obtenu en 1934.
Aujourd'hui, seule la section de gymnastique demeure active.